# Torre Cluset
La Torre Cluset era una casa senyorial de l'Hospitalet de Llobregat (Barcelonès) inclosa a l'Inventari del Patrimoni Arquitectònic de Catalunya.

## Descripció
Era una casa que constava d'un cos de planta quadrada amb el terrat de rajola i la casa, també de planta quadrada, damunt d'aquest terrat. Aquesta tenia la teulada a quatre vessants i, del centre de la teulada, sobresurtia una petita torre vuitavada amb finestres d'arc de mig punt en quatre de les seves cares, els murs decorats amb pilastres i amb teulada a vuit vessants. La façana estava decorada amb pilastres que la recorrien de dalt a baix i la separació entre els pisos estava marcada per una motllura. Les obertures de la planta baixa, que donaven accés al terrat, eren allindades i les del pis superior eren d'arc de mig punt.

## Història
A la segona meitat del segle xix, i molt especialment cap al darrer quart, una gran part de la població de l'Hospitalet estava disseminada entre la Marina i el Samontà -la part de la muntanya-, però, mentre que a la part de Marina només s'hi edificaven masoveries petites, a la part de la muntanya es varen construir cases senyorials amb una intenció residencial i luxosa. És el cas de la Casa Alemany (Can Buixeres), la Torre Barrina (actual Parc de la Marquesa) i la Torre Cluser. Després va ser anomenada Can Brugueroles, va passar a ser propietat de l'empresa CAMPSA i finalment va ser enderrocada.